# Беглов, Валентин Алексеевич
Валенти́н Алексе́евич Бегло́в (19 марта 1922 — 7 марта 1945) — советский офицер, участник Великой Отечественной войны, командир батальона 959-го стрелкового полка 309-й стрелковой дивизии 6-й армии 1-го Украинского фронта. Герой Советского Союза (27.06.1945), капитан.

## Биография
Родился 19 марта 1922 года в посёлке Огарёвские Выселки ныне Сасовского района Рязанской области в семье крестьянина. Русский. В 1941 году окончил Рязанский строительный техникум, начал трудовую деятельность техником-строителем Путятинского райздравотдела Рязанской области.
В июле 1941 года был призван в Красную армию Рязанским горвоенкоматом и направлен на Дальний Восток. В 1942 году окончил Шкотовское военное пехотное училище, в 1943 году — курсы «Выстрел». Член ВКП(б) с 1943 года.
В боях Великой Отечественной войны с августа 1943 года. Воевал на Воронежском и 1-м Украинском фронтах. Весь боевой путь прошёл в составе 959-го стрелкового полка 309-й стрелковой дивизии заместителем командира стрелкового батальона, потом командиром батальона. Участвовал в боях при форсировании реки Днепр и на Правобережной Украине, за освобождение Польши и на Сандомирском плацдарме. Был четырежды ранен, но всегда возвращался в свой полк.
В феврале 1945 года батальон под командованием капитана Беглова первым прорвал сильно укреплённую оборону противника на реке Одер и ворвался в город Лигниц (Легница, Нижнесилезское воеводство, Польша). В боях за город комбат был дважды ранен, но остался в строю. Батальон в этих боях уничтожил: 480 солдат противника и 320 взял в плен, 78 пулемётов, 320 автомашин, 12 миномётов, 4 орудия, 2 зенитные установки, 70 мотоциклов и более 300 автоматов и винтовок.
В боях за город Бреслау (Вроцлав, Польша) батальон снова первым ворвался в город, где успешно отразил все контратаки противника. Комбат личным примером воодушевлял бойцов, был вновь ранен, но не ушёл с поля боя, пока батальон не выполнил боевую задачу. Погиб в бою 7 марта 1945 года на западной окраине города.
Указом Президиума Верховного Совета СССР от 27 июня 1945 года за мужество и геройство, проявленные в борьбе с немецкими захватчиками, капитану Беглову Валентину Алексеевичу посмертно присвоено звание Героя Советского Союза.

## Награды
- Медаль «Золотая Звезда» Героя Советского Союза (27.06.1945)
- Орден Ленина (27.06.1945)
- Орден Красного Знамени (6.02.1945)
- Орден Александра Невского (26.11.1944)
- Орден Отечественной войны I степени (14.10.1943)
- Орден Красной Звезды (26.05.1944)

## Память
Похоронен на кладбище в городе Вроцлав. Имя Героя Советского Союза Валентина Беглова присвоено Рязанскому строительному колледжу - учебному заведению, которое он когда-то заканчивал.